# Орес (гори)
Гори Орес або Аурес, (бербер.: Awras, лат.: Aurasium, араб. جبال الأوراس) — гірський масив у Північній Африці, що розташований у східних відрогах Атлаських гір. Масив лежить на схід від Сахарського Атласу на північному сході Алжиру та суміжних районах Тунісу.

## Назва
Назва гір походить з античних часів від латинського Aurasius mons, що означає «Рудні гори».
Гірський хребет дав назву гірській природній та історичній області Орес.

## Географія
Гори Орес є східним продовженням Сахарського Атласу. Вони є нижчими, ніж гори Високий Атлас у Марокко. Найвищою вершиною є Джебель Шелія у вілаєті Хеншела, яка має висоту 2328 м над рівнем моря.
Белезма є північно-західною пролонгацією гір Орес. Знаходиться у районі сходження хрестів Тель-Атлас і Сахарський Атлас. Основними вершинами тут є Джебель Рефаа (2178 м) і Джебель Тішау (2136 м).

## Історія
Історично склалося, що Орес служив притулком і оплотом для  берберських племен, утворюючи базу опору проти римлян, вандалів,  візантійців і арабів протягом багатьох століть.
З 1954 по 1962 роки, під час алжирської війни за незалежність, саме цей регіон був центром боротьби берберів за свободу. Складний рельєф масиву робить його одним із найменш розвинених областей Магрибу.

## Населення
Гори Орес є батьківщиною берберськомовного народу Шавія. Місцеве населення практикує традиційне перегінне тваринництво, сільське господарство розвинута на кам'яних терасах в горах, де вирощується сорго, а також інші зернові культури та овочі. Взимку бербери переганяють свою худобу на відносно теплі райони в низинних долинах, де люди живуть у наметах або інших тимчасових спорудах.